# Glaresis namibensis
Glaresis namibensis är en skalbaggsart som beskrevs av Clarke H. Scholtz 1983. Glaresis namibensis ingår i släktet Glaresis och familjen Glaresidae. Inga underarter finns listade i Catalogue of Life.